# Maia Weintraub
Pour les articles homonymes, voir Weintraub.
Maia Weintraub, née le 24 octobre 2002 à Philadelphie aux États-Unis, est une fleurettiste américaine. 
Elle remporte les championnats nationaux de fleuret féminin d'escrime des États-Unis en 2019 et 2023, est classée deuxième au championnat du monde junior en 2021 et remporte le championnat national de fleuret féminin de la NCAA en 2022. 
Maia Weintraub remporte la médaille d'or avec les États-Unis aux Jeux olympiques de Paris 2024 dans l'épreuve de fleuret féminin par équipes.

## Biographie

### Jeunesse
Maia Mei Weintraub naît et grandit à Philadelphie, en Pennsylvanie. Elle est la fille d'Elizabeth Surin, avocate en immigration, immigrée de Singapour, et de Jason Weintraub, entomologiste, spécialisé dans les papillons de nuit,,. Maia Weintraub va en classe à la Friends Select School à Philadelphie.

### Carrière d'escrime
Maia Weintraub pratique l'escrime au Fencers Club, à la Fencing Academy de Philadelphie et à l'Université de Princeton. Elle est entraînée par Simon Gershon et Mark Masters.

#### Premières années, championne nationale
Elle commence l'escrime à neuf ans, quand elle rejoint l'Académie d'escrime de Philadelphie sur la suggestion de ses oncles Adam et Joshua Weintraub, tous les deux anciens escrimeurs universitaires,. Elle se spécialise dans le fleuret, et remporte la médaille d'or au tournoi des Jeux olympiques juniors lors de la saison 2017-2018.
Maia Weintraub remporte le championnat national américain de fleuret en avril 2019, devenant ainsi la plus jeune personne à accomplir cet exploit en neuf ans. La même année, elle est troisième à la Coupe du monde junior, est 8e aux championnats du monde en fleuret chez les cadets et se classe dans le top 32 lors d'une compétition de la Coupe du monde senior,. Elle est 16e à la Coupe du monde senior de Kazan en 2020,,. Elle remporte ensuite la médaille d'or aux Jeux Maccabi européens de 2019 pour les athlètes juifs.

#### Championne NCAA, 2021
Maia Weintraub est finaliste au championnat national de fleuret des États-Unis en 2021 et termine huitième de l'épreuve individuelle aux Championnats du monde juniors de 2021 et deuxième de l'épreuve par équipes,,. Elle prend part aux Jeux olympiques d'été de 2020 à Tokyo (tenus en 2021) comme remplaçante de l'équipe américaine, mais ne concourt pas.
Elle est classée deuxième aux championnats du monde dans la catégorie junior et 64e dans la catégorie senior en août 2021.
Maia Weintraub commence à fréquenter l'Université de Princeton en 2021, où elle envisage l'écologie, l'évolution biologique et la biologie moléculaire comme majeures possibles. Elle tire pour les Tigers de Princeton ; cette saison-là, comme recrue de première année, elle remporte le titre de la Ivy League, ainsi que les championnats régionaux et nationaux de fleuret de la NCAA ; elle est sélectionnée dans l'équipe première de All-Ivy League et dans l'équipe première de All-American.

#### Championne nationale, 2022-2023
Maia Weintraub participe aux Championnats du monde juniors et seniors de 2022. Elle remporte la médaille d'or par équipes en catégorie junior et l'argent dans l'épreuve par équipes en catégorie senior,.
Au cours de la saison d'escrime universitaire 2022-2023, comme étudiante en deuxième année, Maia Weintraub est sélectionnée à plusieurs reprises dans l'équipe première de All-Ivy League et de All-American. Elle remporté le titre de l'Ivy League, se classe deuxième au tournoi régional de la NCAA et elle termine troisième au championnat national de la NCAA.
Maia Weintraub remporte le championnat national d'escrime des États-Unis en 2023.

#### Championne par équipes aux Jeux olympiques de Paris, en 2024
En mai 2024, Maia Weintraub remporte la médaille d'or à la Coupe du monde de Hong Kong, en Chine, dans une épreuve avec 163 escrimeurs ; elle bat entre autres sa compatriote américaine et médaillée d'or olympique en titre Lee Kiefer et la double championne du monde italienne Arianna Errigo,. En juillet 2024, elle est classée 4e des États-Unis et 13e au monde en fleuret.
Maia Weintraub représente les États-Unis aux Jeux olympiques de Paris 2024 dans l'épreuve de fleuret par équipes féminine,. Elle remporte la médaille d'or avec son équipe, gagnant les deux combats qu'elle dispute sur un score combiné de 11-5 contre l'équipe d'Italie, médaillée d'argent, que les États-Unis battent avec le même écart de six points, 45-39,,.

## Palmarès

### Jeux olympiques
| Année | Emplacement   | Événement                   | Position |
| ----- | ------------- | --------------------------- | -------- |
| 2024  | Paris, France | Fleuret féminin par équipes | 1re      |

### Championnat du monde
| Année | Emplacement      | Événement                   | Position |
| ----- | ---------------- | --------------------------- | -------- |
| 2022  | Le Caire, Egypte | Fleuret féminin par équipes | 2e       |

### Championnat panaméricain
| Année | Emplacement        | Événement                   | Position |
| ----- | ------------------ | --------------------------- | -------- |
| 2022  | Asunción, Paraguay | Fleuret féminin par équipes | 2e       |
| 2023  | Lima, Pérou        | Fleuret individuel féminin  | 2e       |
| 2023  | Lima, Pérou        | Fleuret féminin par équipes | 2e       |
| 2024  | Lima, Pérou        | Fleuret féminin par équipes | 1re      |